# Lieselotte Friedlaender
Pour les articles homonymes, voir Friedlaender.
Lieselotte Friedlaender (née le 4 mai 1898 à Hambourg, morte le 18 décembre 1973 à Berlin-Ouest) est une dessinatrice allemande.

## Biographie
Le père de Lieselotte Friedlaender, Konrad, est capitaine de corvette, son grand-père est le philologue et antiquaire Ludwig Friedlaender (juif converti au protestantisme), Georg Dehio est son oncle par alliance. Ses parents s'installent à Berlin en 1909, où elle reçoit sa première formation artistique auprès de Hermann Sandkuhl. À partir de 1913, elle est élève de la classe de dessin de Georg Tappert à l'école d'art privée de Wilmersdorf, de 1916 à 1918, elle est à l'école des beaux-arts de Cassel puis de nouveau à Berlin à l'institut d'enseignement du musée des arts décoratifs de Berlin auprès d'Edmund Schaefer. À partir de 1921, elle participe à l'atelier de l'artiste commercial Lucian Zabel. En tant que dessinatrice de mode, elle a sa première commande pour un livret de patrons chez Ullstein-Verlag, et en tant que dessinatrice, elle collabore avec les magazines Lustige Blätter, Uhu, Elegante Welt et Styl. À partir de 1922, elle travaille régulièrement pour Moden-Spiegel, un supplément du Berliner Tageblatt. Elle façonne son apparence esthétique de manière significative avec ses illustrations de couverture et en tant que membre de l'équipe éditoriale aux côtés d'Ola Alsen et Ruth Goetz. Grâce au nombre élevé d'abonnés au quotidien, ses illustrations ont un très haut niveau de notoriété et façonnent l'accueil médiatique de la nouvelle femme des années 1920. Dans cette phase principale de son travail, les années 1920, Friedlaender ne dessine pas seulement pour la presse, mais est également illustratrice de livres et artiste commerciale pour IG Farben, les chaussures Tretorn et Etam. Elle fait le portrait des stars de cinéma des années 1920 : Rosa Valetti, Asta Nielsen, Conrad Veidt, Lilly Flohr. La percée de la photographie de presse au milieu des années 1920 change le statut des dessins de presse. Ses activités sont ébranlées par la crise économique mondiale.
Friedlaender est renvoyée de la maison d'édition Mosse en 1933 à cause de ses ancêtres juifs et est interdite de travail, jusqu'à ce qu'elle soit acceptée dans la Chambre des beaux-arts du Reich après une intercession en 1938. En 1934, elle est brièvement en détention préventive. Elle essaie de rester à flot en faisant des petits boulots en tant que conceptrice de costumes et de décors, utilisant maintenant le nom de jeune fille de sa mère en tant que Lilo Madrian et d'autres pseudonymes. En raison des bombardements à Berlin et Hambourg, elle se réfugie à Kirchdorf en 1943 où elle vit jusqu'en 1949. Son compagnon dans les années 1930, le dessinateur Gunter Katzke, est mort à la guerre. Elle reprend son nom et son activité ; ses sujets sont maintenant les paysages, les natures mortes de fleurs et les portraits des villageois. De retour à Berlin-Ouest dans les années 1950, elle n'a que des missions sporadiques en tant qu'artiste commerciale, par exemple pour un magasin de vêtements berlinois et pour les cigarettes Lux.
L'actrice berlinoise Ciliane Dahlen-Friedländer est sa fille adoptive.